# Chañarcillo

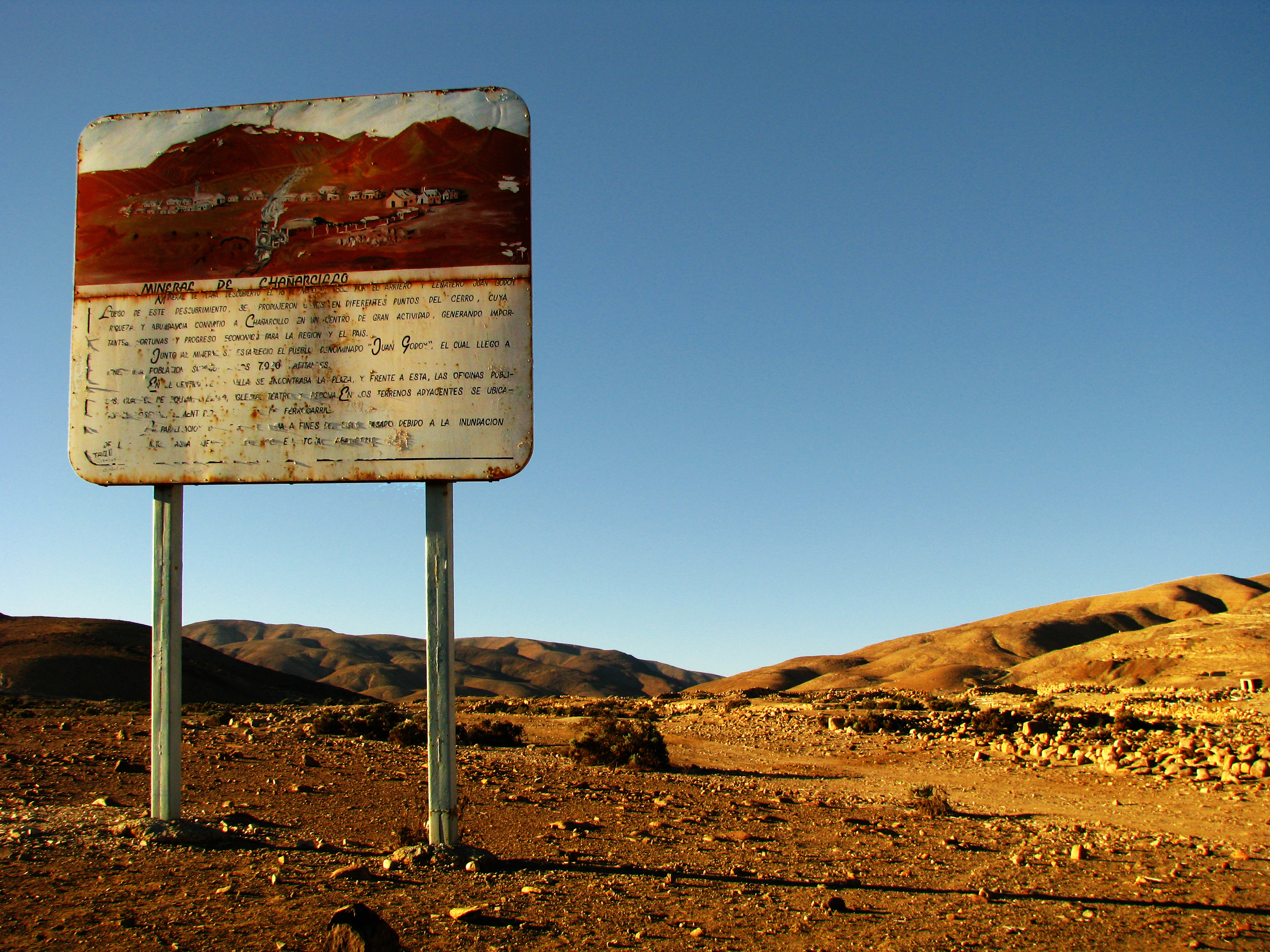
Chañarcillo, Región de Atacama, Chile.

Chañarcillo es el nombre de una mina de plata que se encuentra actualmente en el abandonado pueblo de Juan Godoy, Región de Atacama y que anteriormente formaba parte de la Provincia de Coquimbo, Chile. Fue descubierta en 1832 por el pastor de cabras Juan Godoy y estuvo abierta hasta 1875. Fue vendida a la familia Gallo por su descubridor.
Se ubicaba a 43 kilómetros de Copiapó y fue el tercer yacimiento de plata más grande de América; tal fue su importancia, que Chañarcillo y su riqueza representaron a inicios del siglo XIX, el momento histórico en que Chile se puso en marcha. A él se le debe la fiebre de la plata en Chile entre su descubrimiento y mediados del siglo XIX, así como el desarrollo económico de la actual región de Atacama. La necesidad de transporte del mineral hacia los puertos dio origen al primer ferrocarril de Chile, el ferrocarril Caldera-Copiapó.

## Descubrimiento
El 16 de mayo de 1832, el joven arriero y cateador Juan Godoy, hijo natural y mestizo de indio, por fortuna iba a descubrir el mineral de Chañarcillo, el más rico yacimiento de plata que haya existido en la historia de Chile, creador de grandes fortunas y sostén económico de la naciente república. Gracias al descubrimiento de Juan Godoy Normilla,  el naciente estado logra el financiamiento para  organizarse, se logra una nueva constitución, dar vida a la Universidad de Chile, contratará científicos, dará vida a la Escuela Normal, y así  un largo etcétera, en definitiva  pone en  el rumbo correcto a Chile.

### Leyenda
El descubrimiento de Chañarcillo, bien puede ser relatado como un cuento o una leyenda, ya que se dice que Juan Godoy tras perseguir a una manada de guanacos, se sentó a reposar bajo la sombra de un árbol (el carboncillo), cuando reparó en una cueva que creyó que pertenecía a las chinchillas, extrajo de ella una roca de extraño peso, que al ser observada con atención resultó ser un peñasco de plata pura. Otra versión más asombrosa nos dice que mientras descansaba, se le acercó un prodigioso zorro rojo, custodio del mineral, Juan Godoy al verlo lo alejó lanzándole un peñasco, pero se extrañó al notar que la piedra pesaba mucho más de lo habitual, el zorro rojo al notar que Juan Godoy se daba cuenta de este hecho, habría huido lanzando una simpática carcajada.

### Versión más creíble
De acuerdo a la versión más aceptada del descubrimiento, la madre de Juan Godoy, Flora Normilla, conocía la ubicación de este rico mineral. El historiador Carlos María Sayago postula que, antes de morir, Flora Normilla había entregado la información a Juan Godoy, con expresas instrucciones de hacer partícipe de ella a Miguel Gallo Vergara. El mismo Juan Godoy, una vez descubierto el yacimiento y ante la consulta de qué papel tendría su madre en el descubrimiento, solo se sonrió.

### Inscripción ante el Juzgado de Minas
Chañarcillo se encuentra a unos 45 kilómetros al noreste de Copiapó, capital de la región de Atacama, por lo que para la época, no era un lugar de fácil acceso. No obstante este traba, Juan Godoy, su hermano José Godoy y el empresario Miguel Gallo, realizaron los trámites de pedimento de la pertenencia minera ante el Juzgado de Minas el 19 de mayo de 1832, ahora solo restaba la explotación y la construcción de grandes riquezas.

## Desarrollo
La mina descubierta por Juan Godoy llevó el nombre de La Descubridora, pero pronto se agregarán otras vetas, según el historiador copiapino Carlos María Sayago, se denominaron: Manto de Valdés, Bolanco, Colorada, Las Guías, El Rebentón Colorado, Mantos de Bolados y otros a la que seguirían otras 16 vetas más siempre en el mismo sector. Algunas tuvieron la suerte de ser más ricas y duraderas, otras fueron menos duraderas pero igual de ricas.
Hacía el año 1834 Chañarcillo soportaba gran parte del peso de la economía nacional, lo que permitía prever buenos momentos para el resto de Chile, gracias a la producción de Chañarcillo.
El historiador Oriel Álvarez Gómez, citando al ministro de la época, Manuel Rengifo, corrobora la afirmación anterior: 

"Quién osará negar esta verdad evidente, si extiende la vista sobre el cuadro consolador que la república ofrece desde el confín de Atacama hasta el archipiélago de Chiloé".

Chile gracias a Chañarcillo podía avanzar confiado en el porvenir, el presidente de la época José Joaquín Prieto hablaba de la potencia de la producción argentífera de la región de Atacama y preveía que en el futuro sería aún mejor, lo cual con el correr de los años se vería plenamente corroborado.
Entre 1848 y 1856 Chañarcillo produjo algo más del 70% de la producción de plata de Chile, el historiador Gonzalo Vial habla del fabuloso año de 1855 con una producción superior a 200 toneladas de plata, aunque aquí se realiza una sumatoria de toda la producción de la región de Atacama.
Todo esto va a generar un notorio avance en infraestructura e inversiones públicas, y también es posible observar un incremento de las inversiones privadas, siendo sin duda la ciudad de Copiapó una de las más beneficiadas con la plata de Chañarcillo, ello queda reflejado en diversas obras entre las que destacan las siguientes:
- Ferrocarril Caldera-Copiapó: La puesta en marcha del primer ferrocarril chileno y tercero de Sudamérica, entre el puerto de Caldera y la ciudad de Copiapó. Alguna polémica ha levantado esta aseveración, pero lo cierto es que no es posible seguir aceptando la propuesta de la historia regional, que dice que este fue el primero de Sudamérica, ya que antes había corrido un tren en las Guayana Inglesa (1848), y posteriormente uno entre Lima y el Callao (1850), lo que conocíamos por la exposición de Ian Thomson y Dietriech Angerstein, en su texto Historia del Ferrocarril de Chile, posteriormente pudimos corroborar en el archivo Mostajo de la Universidad Nacional de San Agustín de Arequipa, de esta forma se comprueba que este ferrocarril, es el tercero y no el primero Sudamérica. Con relación al viaje en Chile, seguimos el relato del ingeniero José Villalobos, con respecto al ferrocarril chileno, su primer viaje fue en abril de 1851, entre Caldera y la estación Alto del Fraile, distante 25 kilómetros del puerto. Posteriormente vendría el viaje inaugural Caldera - Copiapó, cubriendo un tramo de 81,68 kilómetros. Su puesta en marcha significó un adelanto sin precedentes para nuestro país.

- Colegio de Minería: En segundo lugar Copiapó producto de esta bonanza minera inaugura el Colegio de minería o Escuela de Minas, el 11 de abril de 1857, siendo una de las primeras instituciones en graduar expertos mineros. Es interesante analizar las primeras mallas curriculares de estudios de la Escuela de Minas, entre ellas destacan las asignaturas de: Aritmética científica e Historia, lo que viene a corroborar que lo que se busca era más que un experto minero, se busca la formación integral de un profesional.

Con diversos altibajos el mineral de Chañarcillo y su pueblo aledaño Juan Godoy, continúan su producción, aunque en la segunda mitad del siglo XIX, ya no se producían las cantidades impresionantes de los años anteriores, debido al broceo o desgaste del mineral. Pero los problemas siempre habían sido parte de la actividad minera, El historiador Sayago habla de las dificultades producto de la rebelión de los mineros, o de la cangalla. Se llamó así al robo de mineral por parte de los minero, en un tubo de cuero, que se lo introducían por el ano para así no ser descubiertos.
Pero a pesar de ello podemos pesquisar para el año 1842 la increíble cifra de 94 minas, de las cuales solo 18 eran de riqueza extraordinaria. Esta sobrexplotación llevó a un cronista de la época a exclamar. "Que el cerro era asaltado como una tribu de hormigas a un queso de bolas".
Las cifras de los primeros años de producción son elocuentes:
| Año  | Kg de plata (aprox.) |
| ---- | -------------------- |
| 1832 | 753.800              |
| 1833 | 2.165.400            |
| 1835 | 1.948.100            |
| 1837 | 1.344.327            |
| 1841 | 1.888.576            |
| 1845 | 3.529.281            |
| 1847 | 4.694.392            |

## Pueblo de Juan Godoy
En 1845 el presidente Manuel Bulnes y su ministro Manuel Montt autorizaron la creación de un pueblo cercano al gran yacimiento.
Este fue el Pueblo de Juan Godoy. Posteriormente se fundó una escuela para hombres, y entre 1848 y 1849 se creó una escuela de mujeres. En 1876 se creó una escuela de expertos en temas mineros. Hacía 1880 el pueblo contaba con una población superior a 7000 personas, y donde además se instaló una estación de ferrocarriles, un hospital.

## Ocaso
Los años posteriores, en especial durante el siglo XX, tanto la riqueza de la plata, como el pueblo de Juan Godoy comenzaba a vivir sus últimas horas. Hubo un intento durante el periodo de la dictadura de Augusto Pinochet de poner nuevamente en funcionamiento este mineral, pero fue más un intento fallido que un aporte serio por revivir a Chañarcillo.
El historiador Oriel Álvarez Gómez relata de modo anecdótico que "el cementerio del pueblo va a sobrevivir al pueblo de Juan Godoy, pero también el cementerio sobrevivirá a la grandiosa riqueza, hoy casi nada queda de aquello. Lo que Copiapó y Chile no pueden olvidar es que Chañarcillo puso en movimiento y sostuvo la economía de la naciente república chilena".